# Bristol Cars
Bristol Cars je britanska tvrtka koja se bavi prozivodnjom luksuznih automobila.
Tvrtka je prvotno osnovana kao zrakoplovna kompanija 1910. pod imenom Bristol Aeroplane Company, te je bila jedna od najpoznatijih britanskih zrakoplovnih kompanija između ratova, proizvodeći Blenheim i Beaufighter za Kraljevsko ratno zrakoplovstvo. Na kraju Drugog svjetskog rata tvrtka se suočila s viškom kvalificirane radne snage i, umjesto da ih otpuste, tvrtka je razmotrila druga područja u koja bi se u mirnodopsko vrijeme mogli proširiti. Odlučili su ciljati na automobilski svijet, osnovali podružnicu Bristol Cars, te stekli prava na mnoge prijeratne BMW modele. 
Godine 1951. motori su se počeli pojavljivati u Formuli 2, te su obično pokretali Frazer Nash šasije. Sljedeće 1952. Bristol BS motor je počeo pokretati Cooperove bolide, te je ostvario neke uspjehe, posebice s Mikeom Hawthornom, ali nikad velike međunarodne uspjehe. Nakon što se Svjetsko automobilističko prvenstvo vratilo pravilima Formule 1 1954., Bristol se gotovo povukao iz natjecanja, a posljednju utrku s Bristolovim motorom je odvozio Bob Gerard na VN Velike Britanije 1957. u bolidu Cooper T44.

## Vanjske poveznice
- Bristol u Formuli 1 - Stats F1